# Cardioglossa elegans
Cardioglossa elegans е вид жаба от семейство Arthroleptidae. Видът не е застрашен от изчезване.

## Разпространение
Разпространен е в Габон, Екваториална Гвинея и Камерун.